# Gare de Blécourt
Gare de Blécourt vasútállomás Franciaországban, Blécourt településen.

## Vasútvonalak
Az állomást az alábbi vasútvonalak érintik:
- Saint-Just-en-Chaussée-Dowaai-vasútvonal

## Kapcsolódó állomások
A vasútállomáshoz az alábbi állomások vannak a legközelebb: